# Ерёменко, Иван Трофимович
Иван Трофимович Ерёменко (7 июля 1910, Краснодар — 1 декабря 1986, Киев) — советский лётчик истребительной авиации и военачальник, в годы гражданской войны в Испании командир 1-й истребительной авиационной эскадрильи в войсках республиканской Испании. Герой Советского Союза (28.10.1937). Генерал-лейтенант авиации (01.03.1946).

## Молодость
Родился 7 июля 1910 года в городе Екатеринодаре (ныне Краснодар) в семье украинских рабочих. Украинец. Работал батраком с 10 лет, с 1924 года работал в пригородном хозяйстве Комитета помощи бедноты. В 1925 году окончил курсы трактористов, в 1926 году — курсы автотранспортного дела. Работал шофёром в пригородном хозяйстве и в Сельмашсоюзе (Краснодар). С 1926 года проходил обучение в школе повышенного возраста. 

## Довоенная служба и война в Испании
В Красной армии с декабря 1927 года. В 1928 году окончил Военно-теоретическую авиационную школу ВВС РККА в Ленинграде, а в 1929 году — 1-ю военную школу лётчиков имени А. Ф. Мясникова в поселке Кача. 
С декабря 1929 года — младший лётчик 70-го отдельного авиационного отряда ВВС Кавказской Краснознаменной армии (Баку). С ноября 1930 года — командир звена 2-й отдельной авиаэскадрильи ВВС Закавказского военного округа, с января 1934 года - командир отряда 119-й эскадрильи. С апреля 1937 года командовал 119-й отдельной истребительной авиационной эскадрильей. Член ВКП(б) с 1938 года. После введения в РККА персональных воинских званий ему было присвоено воинское звание капитан (4.03.1936).
С мая 1937 по февраль 1938 года капитан И. Т. Ерёменко принимал участие в гражданской войне в Испании. Быстро освоил ночные полёты, успешно боролся с бомбардировщиками фашистов над провинцией Сарагоса, совершив 348 боевых вылетов с налетом 260 часов. Данные о количестве побед И. Т. Ерёменко в Испании противоречивые (впрочем, как практически и по всем остальным советским асам на этой войне ввиду отсутствия единой системы учёта и подтверждения побед в воздухе). По наиболее часто публикуемым в советское время данным, он лично сбил 12 вражеских самолётов и 4 — в группе, по данным исследований М. Ю. Быкова — сбил 7 самолётов лично и 5 в группе, по данным труда С. Абросова об участии советских истребителей в войне в Испании — сбил 9 самолётов лично, а по данным В. Гагина — одержал 6 личных побед и 8 в группе. Одну воздушную победу одержал в ночном воздушном бою, одним из первых в советских ВВС. В любом случае, по количеству подтвержденных побед И. Т. Ерёменко является одним из первых советских асов-истребителей Испанской войны.
Постановлением Центрального Исполнительного Комитета СССР от 28 октября 1937 года «за образцовое выполнение специальных заданий Правительства по укреплению оборонной мощи Советского Союза и проявленные в этом деле героизм», проявленный при выполнении интернационального долга, капитану Ерёменко Ивану Трофимовичу присвоено звание Героя Советского Союза с вручением ордена Ленина. Двумя годами позднее, после учреждения знака особого отличия, ему была вручена медаль «Золотая Звезда» № 60.
По возвращении из Испании продолжал служить в ВВС РККА. В марте 1938 года назначен помощником командира 60-й лёгкой авиационной бригады ВВС Закавказского военного округа, затем в июле 1938 года — командующим ВВС Московского военного округа. В 1939 году окончил курсы при Академии Генерального штаба РККА. Стремительно вырос и в воинских званиях: 19 февраля 1938 году капитану Ерёменко было присвоено внеочередное воинское звание полковника, 5 февраля 1939 года — комбрига, а Постановлением Совета народных комиссаров СССР от 4 июня 1940 года — «генерал-майор авиации». 
В декабре 1940 года переведён на Дальний Восток и назначен заместителем командующего ВВС 1-й Краснознамённой армии Дальневосточного фронта. С мая 1941 года — командующий ВВС 25-й армии этого фронта.

## Великая Отечественная война
Участник Великой Отечественной войны с августа 1941 года, когда был назначен командующим ВВС 9-й армии Южного фронта. За недостатки в организации действий авиации в октябре 1941 года был снят с должности, но уже в ноябре назначен командующим ВВС 18-й армии того же фронта. С 7 июня по 10 октября 1942 года — командир 237-й истребительной авиационной дивизии 5-й воздушной армии Северо-Кавказского фронта. При обороне Новороссийска в августе 1942 года командовал смешанной авиагруппой Новороссийского оборонительного района. С 1 ноября 1942 по 13 июля 1943 года — командир 2-го смешанного Сталинградского авиационного корпуса в 8-й воздушной армии и в 4-й воздушной армии Северо-Кавказского, Сталинградского, Южного и Степного фронтов. За годы войны участвовал в Тираспольско-Мелитопольской и Донбасско-Ростовской оборонительных операциях, в Ростовской наступательной операции, в битве за Кавказ, в Сталинградской битве, в воздушном сражении на Кубани, в Курской битве.
С июля 1943 года исполнял должность командующего ВВС Сталинградского военного округа, с ноября 1943 — командующий ВВС Киевского военного округа.

## Послевоенная служба
Продолжал командовать ВВС округа до апреля 1946 года, когда его направили на учёбу а академию. В 1949 году окончил Высшую военную академию имени К. Е. Ворошилова. С августа 1949 года — командующий ВВС Уральского военного округа. С декабря 1952 года служил помощником начальника Управления боевой подготовки — помощником командующего ВВС Дальневосточного военного округа по боевой подготовке, с декабря 1953 — помощник командующего ВВС Дальневосточного военного округа по боевой подготовке и воздушной обороне.
В апреле 1956 года генерал-лейтенант авиации И. Т. Ерёменко уволен в запас. 
Жил в Киеве. Активно работал в ДОСААФ, участвовал в ветеранской работе. Умер 1 декабря 1986 года. Похоронен на Берковецком кладбище.

## Награды
- Герой Советского Союза (28.10.1937)
- два ордена Ленина (28.10.1937, 3.11.1953)
- три ордена Красного Знамени (29.09.1937, 2.03.1938, 24.06.1948)
- Орден Кутузова 2-й степени (8.02.1943)[6]
- два ордена Отечественной войны 1-й степени (18.08.1945, 11.03.1985)
- Орден Красной Звезды (3.11.1944)
- медали СССР